# 74.º Congreso de los Estados Unidos
El 74.º Congreso de los Estados Unidos fue una reunión del poder legislativo del gobierno federal de los Estados Unidos, integrado por el Senado de los Estados Unidos y la Cámara de Representantes de los Estados Unidos. Fue celebrada en Washington D. C. del 3 de enero de 1935 al 3 de enero de 1937, durante la tercera y cuarta Administración Franklin Roosevelt. El reparto de escaños en la Cámara de Representantes se basó en el XV Censo de los Estados Unidos en 1930. Ambas cámaras tenían una mayoría Democrática.

## Eventos principales
- 12 de junio de 1935 – 13 de junio de 1935 — El Senador Huey P. Long dio el segundo discurso filibustero más largo en la historia del Senado en ese momento, 15 horas y 30 minutos para mantener una disposición, opuesto al Presidente Franklin Roosevelt, que requirió de confirmación del Senado para los empleados seniors de la Administración Nacional de Recuperación.[1] (El filibustero más largo en el Senado de los EE. UU. fue dado por el senador Strom Thurmond de Carolina del Sur que habló por 24 horas y 18 minutos para que el Senado siguiera votando para la Ley de Derechos Civiles de 1957 en agosto. En 1964, un grupo de senadores del sur se opusieron a la aprobación de otro proyecto de ley de derechos civiles — la Ley de Derechos Civiles de 1964 - hizo de que hablar durante 75 días.[2])
- 1 de julio de 1935 — Charles Watkins fue nombrado como el primer oficial reconocido del Parlamento.[3]

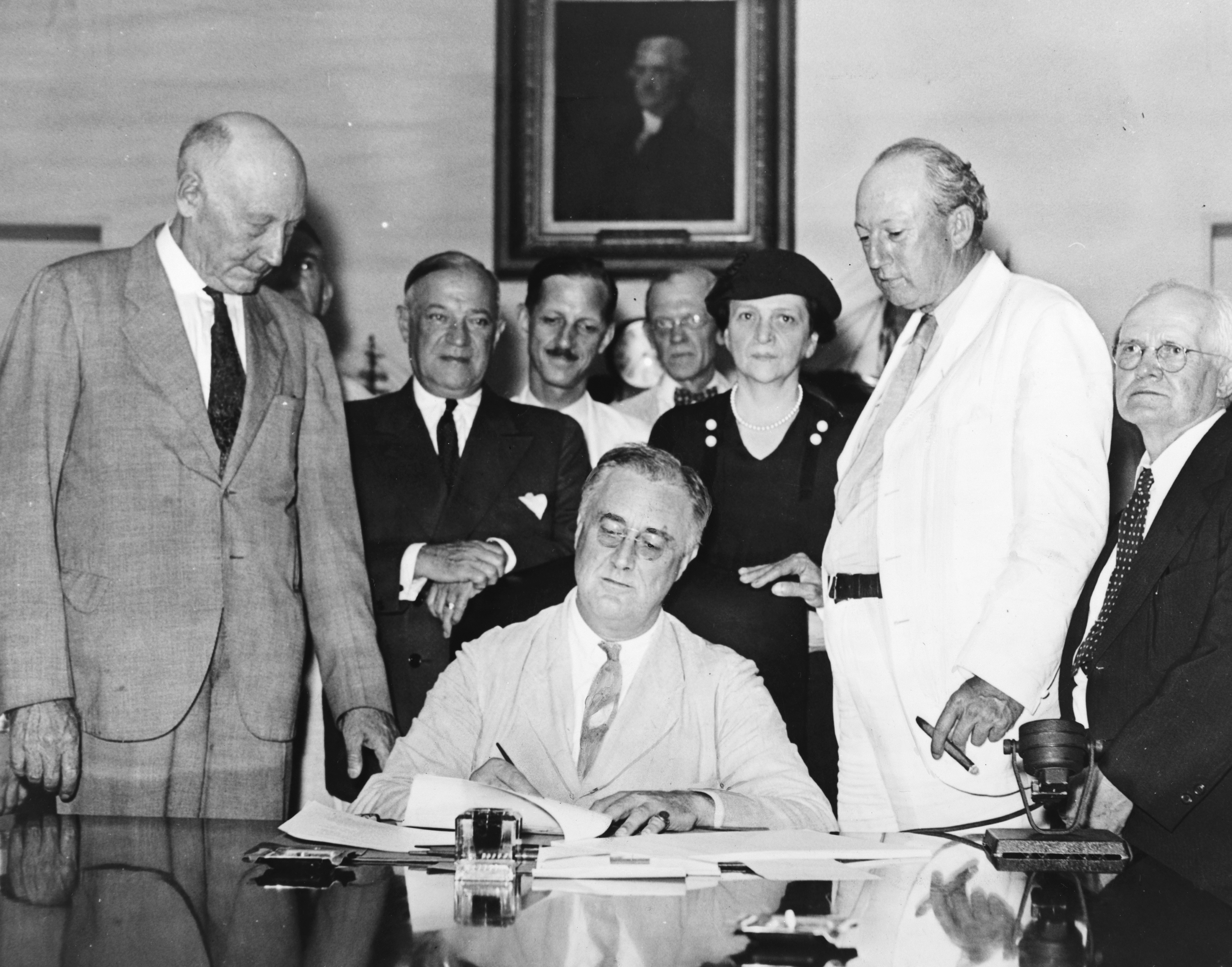
El Presidente Roosevelt firmando la Ley de Seguro Social, a aproximadamente las 3:30 p. m. EST el 14 de agosto de 1935. Junto con Roosevelt se encuentran el Rep. Robert Doughton (D-NC); persona desconocida en la sombra; Sen. Robert Wagner (D-NY); Rep. John Dingell (D-MI); hombre desconocido en corbata; el Secretario del Trabajo, Frances Perkins; Sen. Pat Harrison (D-MS); y el Rep. David Lewis (D-MD).

## Legislaciones importantes
- 27 de abril de 1935 — Ley de Conservación del Suelo y de Asignación Doméstica, Ses. 1, c. 85
- 5 de julio de 1935 — Ley Nacional de Relaciones Laborales (Ley Wagner), Ses. 1, c. 372
- 9 de agosto de 1935 — Ley de Camiones , Ses. 1, c. 498, (renombró la parte II de la Ley de Comercio Interestatal)
- 14 de agosto de 1935 — Ley de Seguro Social Social, incluyendo la Ayuda a Niños Dependientes, Ley de pensiones para la vejez, Ses. 1, c. 531
- 26 de agosto de 1935 — Ley de Servicios Públicos (incluyendo: Título I: Ley de Servicios Públicos Sociedad Holding de 1935, Título II: Ley de Poder Federal), Ses. 1, c. 687
- 30 de agosto de 1935 — Ley de Ingresos de 1935, Ses. 1, c. 829
- 31 de agosto de 1935 — Ley de Neutralidad de 1935, Ses. 1, c. 837
- 29 de febrero de 1936 — Ley de Neutralidad de 1936, Ses. 2, ch. 106
- 20 de mayo de 1936 — Ley de Electrificación Rural, Ses. 2, c. 432
- 15 de junio de 1936 — Ley de Intercambio de Productos Básicos, Ses. 2, c. 545
- 19 de junio de 1936 — Ley Robinson Patman, Sess. 2, ch. 592
- 22 de junio de 1936 — Ley de control de inundaciones de 1936, Ses. 2, c. 688
- 29 de junio de 1936 — Ley de la Marina Mercante, Ses. 2, c. 250
- 30 de junio de 1936 — Ley de Contratos Públicos Walsh-Healey, Ses. 2, c. 881

## Resumen del os partidos

### Senado
| Partido                   | Miembros |
| ------------------------- | -------- |
| Demócratas                | 69       |
| Republicanos              | 25       |
| Partido Agrario-Laborista | 1        |
| Progresivos               | 1        |
| Total                     | 96       |

### Cámara
| Partido                   | Miembros |
| ------------------------- | -------- |
| Demócratas                | 322      |
| Republicanos              | 103      |
| Progresivos               | 7        |
| Partido Agrario-Laborista | 3        |
| Total                     | 435      |

También 2 Delegados, 3 Comisionados Residentes